# The Hearts Filthy Lesson
The Hearts Filthy Lesson è un brano musicale del musicista britannico David Bowie, terza traccia inserita nel suo album del 1995 1.Outside, e pubblicato come singolo prima del disco stesso nel settembre '95.

## Il brano
(The Hearts Filthy Lesson, David Bowie)

La traccia mostra il nuovo corso stilistico del Bowie dell'epoca, influenzato dalla musica industrial e techno di metà anni novanta. La mancanza dell'apostrofo relativo al genitivo sassone nel titolo del brano è una scelta voluta dall'artista. Dal punto di vista delle tematiche trattate, il singolo si ricollega al resto dell'album, con Bowie che si esibisce in una dichiarazione d'amore tormentata alla "tirannica futurista" Ramona A. Stone, personaggio ricorrente nelle successive canzoni sull'album. Il brano è da intendersi inoltre come il confrontarsi di Bowie stesso con la ritualità del processo creativo artistico e la degradazione dell'arte. Così Bowie descrisse il testo del brano: 
(David Bowie)

### Accoglienza
L'accoglienza critica alla canzone fu generalmente tiepida quando uscì su singolo, anche se molti si ricredettero e rivalutarono la canzone quando l'ascoltarono nel contesto d'insieme dell'album poco tempo dopo. Considerando il sound anti-commerciale del brano, esso raggiunse un dignitoso 35º posto in classifica in Gran Bretagna, mentre in America si fermò alla posizione numero 92 senza suscitare particolari entusiasmi.
Diventato presenza fissa durante i concerti di Bowie del periodo, The Hearts Filthy Lesson si guadagnò uno status di brano "cult" quando la canzone venne inserita nei titoli di coda del film Se7en di David Fincher, pellicola con la quale condivideva le stesse atmosfere cupe e morbose.
Il singolo contiene un "Alt. Mix" remixato da Trent Reznor e Dave Ogilvie con Chris Vrenna.

### Video
Il video del brano, ambientato in un inquietante atelier artistico, comprende un montaggio di immagini virate in seppia di mutilazioni e sanguinosi "oggetti d'arte" che venne successivamente censurato per il passaggio su MTV. Il videoclip venne diretto da Samuel Bayer, già autore del celebre video del brano Smells Like Teen Spirit dei Nirvana. In interviste dell'epoca, Bowie commentò il concetto di "arte rituale" presente in Outside:

### Esecuzioni dal vivo
Una versione live registrata nel 1997 al Phoenix Festival in Inghilterra è stata pubblicata sull'album live LiveAndWell.com nel 2000.

## Tracce singolo
- Tutti i brani sono accreditati a Bowie/Eno/Gabrels/Kizilcay/Campbell. Eccetto Nothing to be Desired (Bowie/Eno).

### Versione 7"
1. The Hearts Filthy Lesson (Radio Edit) – 3:32
2. I Am With Name – 4:06

### Versione CD
1. The Hearts Filthy Lesson (Radio Edit) – 3:32
2. I Am With Name –4:06
3. The Hearts Filthy Lesson (Bowie Mix) – 4:56
4. The Hearts Filthy Lesson (Alt. Mix) – 5:19

### Versione US CD
1. The Hearts Filthy Lesson (Album version) – 4:57
2. The Hearts Filthy Lesson (Simenon Mix) – 5:01
3. The Hearts Filthy Lesson (Alt. Mix) – 5:19
4. Nothing to Be Desired – 2:15

### Versione US promo CD
1. The Hearts Filthy Lesson (Radio Edit) – 3:32
2. The Hearts Filthy Lesson (Simenon Mix) – 5:01
3. The Hearts Filthy Lesson (Alt. Mix) – 5:19
4. The Hearts Filthy Lesson (Album version) – 4:57

### European Shaped CD version
1. The Hearts Filthy Lesson (Alt. Mix) – 5:19
2. The Hearts Filthy Lesson (Bowie Mix) – 4:56

### Versione UK 12"
1. The Hearts Filthy Lesson (Alt. Mix) – 5:19
2. The Hearts Filthy Lesson (Bowie Mix) – 4:56
3. The Hearts Filthy Lesson (Rubber Mix) – 7:41
4. The Hearts Filthy Lesson (Simple Text Mix) – 6:38
5. The Hearts Filthy Lesson (Filthy Mix) – 5:51

### UK 12" 1 track promo version
1. The Hearts Filthy Lesson (Alt. Mix) – 5:19

### UK 12" 3 track promo version
1. The Hearts Filthy Lesson (Rubber Mix) – 7:41
2. The Hearts Filthy Lesson (Simple Text Mix) – 6:38
3. The Hearts Filthy Lesson (Filthy Mix) – 5:51

### UK 12" picture disc version
1. The Hearts Filthy Lesson (Alt. Mix) – 5:19
2. The Hearts Filthy Lesson (Bowie Mix) – 4:57
3. The Hearts Filthy Lesson (Rubber Mix) – 7:41
4. The Hearts Filthy Lesson (Simple Text Mix) – 6:38
5. The Hearts Filthy Lesson (Filthy Mix) – 5:51

### US 12" promo version
1. The Hearts Filthy Lesson (Good Karma Mix) – 5:01
2. The Hearts Filthy Lesson (Alt. Mix) – 5:19
3. The Hearts Filthy Lesson (Bowie Mix) – 4:57
4. The Hearts Filthy Lesson (Rubber Mix) – 7:41
5. The Hearts Filthy Lesson (Filthy Mix) – 5:51

## Formazione
Produzione
- David Bowie
- Brian Eno
- David Richards

Musicisti
- David Bowie: voce, tastiere, chitarra, sassofono
- Brian Eno: sintetizzatori
- Reeves Gabrels: chitarra
- Erdal Kizilcay: basso, tastiere
- Mike Garson: pianoforte
- Sterling Campbell: batteria
- Bryony, Lola, Josey & Ruby Edwards: cori

## Altri utilizzi
- Il "Bowie Mix" venne pubblicato come B-side nella versione europea del singolo Hallo Spaceboy.
- Il "Rubber Mix" venne pubblicato sulla versione giapponese del singolo Hallo Spaceboy, nella versione giapponese di Outside - Version 2 e sul bonus disc dell'edizione speciale del 2004 di 1.Outside su 2 CD.
- Il "Good Karma Mix" fu incluso nella versione in edizione limitata del singolo britannico Dead Man Walking nell'aprile 1997.
- Svariati remix del brano furono pubblicati nel 2004 all'interno dell'edizione speciale in 2 CD di 1.Outside.
- Il brano è stato incluso nel film TV del 1997 House of Frankenstein.
- È stata inserita nei titoli di coda del film Seven (1995) di David Fincher.